# Sandy Abi-Elias
Sandy Patricia Abi-Elias (en árabe: ساندي ابي الياس‎; nacido el 10 de mayo de 1997) es una exfutbolista que jugó como delantera.
Abi-Elias jugó para varios clubes juveniles de Inglaterra, sobre todo Arsenal y Chelsea. Hizo su debut senior en 2014 con Watford, antes de jugar para Bristol Academy, Swindon Town y Keynsham Town.
Nacida en Inglaterra, Abi-Elias es de ascendencia libanesa; Representó al Líbano a nivel internacional en 2018.

## Carrera de club

### Juventud
Abi-Elias comenzó su carrera juvenil en Fulham en 2007, antes de mudarse a la AFC Wimbledon en 2011. Después de un año, Abi-Elias se mudó al Arsenal, ganando la Copa Juvenil Femenina FA 2012-13, antes de unirse al Chelsea en 2013, donde permaneció un año.

### Sénior
En 2014, Abi-Elias comenzó su carrera senior en Watford, jugando durante la temporada 2014-15. En 2015 se mudó a Bristol Academy, antes de unirse a Swindon Town en 2016. Después de una temporada en el club, Abi-Elias se mudó a Keynsham Town, jugando allí durante la temporada 2017-18.

## Carrera internacional
Abi-Elias hizo su debut internacional absoluto con el Líbano el 28 de noviembre de 2018, en un partido de clasificación olímpica femenina de la AFC contra Irán; El Líbano perdió 8-0.

## Vida personal
Nacida en Isleworth, Inglaterra,  Abi-Elias estudió en Teddington School en Teddington, Londres entre 2007 y 2013. En 2011, mientras estaba en Year 9, Abi-Elias fue premiada como Jugadora de Fútbol del Año (Niña). Entre 2013 y 2015, Abi-Elias estudió Deporte y Ejercicio BTEC Nivel 3 en Kingston College, mientras jugaba para la academia de fútbol femenino de la universidad. En 2015, Abi-Elias estudió en la Universidad de Bath, con una licenciatura en Ciencias Sociales y del Deporte.

## Honores
Arsenal
- Copa FA femenina juvenil: 2012-13[3]